# Hand on Your Heart
"Hand On Your Heart" é uma canção gravada pela cantora australiana Kylie Minogue para seu segundo álbum de estúdio Enjoy Yourself (1989). Foi escrita e produzida por Stock Aitken Waterman (SAW) e foi lançada como o primeiro single de Enjoy Yourself em 24 de abril de 1989 pela gravadora PWL.

## Videoclipe
"Hand On Your Heart" apresentou um vídeo colorido que foi dirigido por Chris Langman e filmado na cidade natal da cantora Melbourne, Austrália, em março de 1989. O vídeo apresenta a dança Minogue em uma casa moderna. Ela aparece usando um vestido com um coração grande sobre ele que muda de cor entre as cores vibrantes das viagens de vermelho, azul e amarelo, Minogue de sala em sala, dançando alegremente para a câmera. Uma versão ao vivo do vídeo também foi lançado e apresentado Minogue realizando um "remix ao vivo" especial no Japão, ambas as versões destaque em Kylie Greatest Hits 87-97.

## Desempenho nas tabelas musicais
| Tabela musical (1989)                       | Melhor posição |
| ------------------------------------------- | -------------- |
| Alemanha Ocidental (Official German Charts) | 17             |
| Austrália (ARIA)                            | 4              |
| Bélgica (Ultratop 50 de Flandres)           | 6              |
| Dinamarca (IFPI)                            | 4              |
| Espanha (AFYVE)                             | 6              |
| Europa (European Hot 100 Singles)           | 3              |
| Finlândia (Suomen virallinen lista)         | 2              |
| França (SNEP)                               | 8              |
| Greece (IFPI)                               | 2              |
| Irlanda (IRMA)                              | 1              |
| Japão (Oricon Singles Chart)                | 88             |
| Países Baixos (Single Top 100)              | 17             |
| Países Baixos (Dutch Top 40)                | 19             |
| Nova Zelândia (Recorded Music NZ)           | 15             |
| Noruega (VG-lista)                          | 10             |
| Suécia (Sverigetopplistan)                  | 17             |
| Suíça (Schweizer Hitparade)                 | 6              |
| Reino Unido (UK Singles Chart)              | 1              |

| Tabela (1989)                               | Posição |
| ------------------------------------------- | ------- |
| Alemanha Ocidental (Official German Charts) | 92      |
| Austrália (ARIA)                            | 49      |
| Bélgica (Ultratop 50 de Flandres)           | 45      |
| Europa (European Hot 100 Singles)           | 41      |
| Reino Unido (Official Charts Company)       | 10      |

## Certificações
| Região                                         | Certificação | Vendas   |
| ---------------------------------------------- | ------------ | -------- |
| Austrália (ARIA)                               | Ouro         | 35 000^  |
| Reino Unido (ARIA)                             | Ouro         | 480 000^ |
| ^distribuições baseadas apenas na certificação |              |          |